# Creels (Virginia Occidental)
Creels es un área no incorporada ubicada dentro del Distrito Slate, una división civil menor del condado de Wood (Virginia Occidental), Estados Unidos. Está catalogada como un asentamiento humano por la Junta de Nombres Geográficos de los Estados Unidos.

## Identificador
El número de identificación asignado por el Sistema de Información de Nombres Geográficos es 1554219.

## Geografía
Se encuentra a una altitud de 195 metros sobre el nivel del mar (640 pies) según el conjunto de datos de elevación nacional.